# Thomas Kailath
Thomas Kailath (Pune, 7 de junho de 1935) é um engenheiro eletrônico, teórico da informação, engenheiro de controle e empreendedor indiano naturalizado estadunidense.
É professor emérito da Universidade Stanford. Recebeu a Medalha Nacional de Ciências de 2014.

## Publicações
- 1979, Linear Systems (Prentice-Hall Information and System Science Series) (1979, Prentice Hall, ISBN 978-0135369616)
- 1987, Indefinite-Quadratic Estimation and Control: A Unified Approach to H2 and H-infinity Theories (Studies in Applied and Numerical Mathematics) with Ali H. Sayed & Babak Hassibi (1987, Society for Industrial & Applied Mathematics, ISBN 978-0898714111)
- 1997, Discrete Neural Computation: A Theoretical Foundation with Kai-Yeung Siu & Vwani Roychowdhury (1997, Prentice Hall, ISBN  978-0133007084)
- 2000, Linear Estimation with Ali H. Sayed & Babak Hassibi (2000, Prentice Hall, ISBN 978-0130224644)